# لوکاس پریزور
لوکاس پریزور (آلمانی: Lucas Prisor؛ زادهٔ ۲۳ سپتامبر ۱۹۸۳) بازیگر اهل آلمان است.
از فیلم‌ها یا برنامه‌های تلویزیونی که وی در آن نقش داشته‌است، می‌توان به جوان و زیبا، او، دیپلماسی، شریته، زویی من و عکاس جنگ اشاره کرد.